# فرد ليستير
فرد ليستير (بالإنجليزية: Fred Lester)‏ (20 فبراير 1911 في المملكة المتحدة - 28 يوليو 1974 في المملكة المتحدة) هو لاعب كرة قدم بريطاني (وحمل سابقاً جنسية المملكة المتحدة لبريطانيا العظمى وأيرلندا) في مركز الدفاع. لعب مع شيفيلد وينزداي ونادي غيلينغهام وتشاثام تاون ‏.